# Vattenpiplärka
Vattenpiplärka (Anthus spinoletta) är en fågel som tillhör släktet piplärkor i familjen ärlor. Den förekommer i bergstrakter från centrala och södra Europa österut till Kina. Vintertid är den en av få fågelarter som noterats flytta norrut, i Europa till isfria dammar och stränder i norra Europa. Tidigare behandlades den tillsammans med amerikansk piplärka och stenpiplärka som en del av skärpiplärkan. Det är den piplärka som tillsammans med rödstrupig piplärka återfinns i den blötaste miljöerna. IUCN kategoriserar den som livskraftig.

## Utseende
Vattenpiplärkan är mellan 15,5–17 centimeter lång. I sommardräkt är ovansidan olivbrun och mörkt brokig. Den har ett grått huvud med tydligt vitt ögonbrynsstreck, vit haka och mörkgrå näbb. Strupe och bröst är ljust laxrosa och buk och undergump är vit. Den har mörka ben men benfärgen kan variera.
I vinterdräkt påminner den mycket om skärpiplärkan fast är ljusare, har en högre kontrast och ser mindre solkig ut. Den har då olivbrun ovansida, ljust olivbrunt huvud med tydligt vitt ögonbrynsstreck, submustaschstreck, strupe och haka i kontrast till de mörka strupsidestrecket. Bröstet och kroppssidan är smutsvitt med tydlig längsstreckning i mörkt. Buken är vit och den har grå eller ljusare rödbruna ben. På vintern är roten på undre näbbhalvan gul medan spetsen och övre näbbhalvan är mörk.

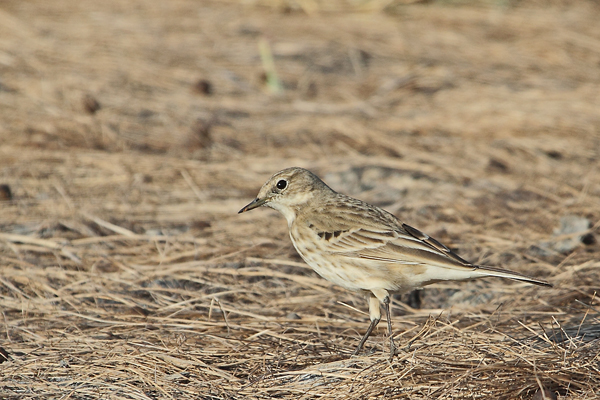
Vattenpiplärka, förmodligen blakistoni, fotograferad i november i naturskyddsområdet Tal Chhapar i Indien.

I alla dräkter har den en på längden trefärgad stjärt som är ljust beige från övergump och ut i mitten av stjärten som följs av ett mörkt parti på sidorna och som längst ut flankeras av vita stjärtsidor. Den har även tydliga ljusa vingband.

## Läte
Locklätet liknar skärpiplärkans eller något uppåtböjt, "vyisst". Även sången är lik skärpiplärkans sång, men har mer rytmiska motiv och några fina, utdragna toner, påminnande om rödstrupig piplärka.

## Systematik och utbredning
Vattenpiplärkan tillhör en grupp med närbesläktade arter inom släktet piplärkor (Anthus) i familjen ärlor (Motacillidae). Tidigare behandlades den tillsammans med de närbesläktade taxonen skärpiplärka, amerikansk piplärka och stenpiplärka som underarter av samma art. Skärpiplärka och vattenpiplärka häckar inte sympatriskt men stenpiplärka och vattenpiplärka har ett mindre överlappande häckningsområde i Centralasien.
Under häckningstid förekommer vattenpiplärkan i Sydeuropas berg och i tempererade zoner i södra Asien till Kina. Den är delvis flyttfågel och är en av få arter som regelbundet flyttar norrut under vintern från ett kallare klimat i alpina områden i Sydeuropa till låglänta isfria havsstränder och dammar i norra Europa och södra Skandinavien. Den delas vanligen upp i tre underarter med följande utbredning:
- Anthus spinoletta spinoletta – nominatformen häckar i centrala och södra Europa
- Anthus spinoletta coutellii – häckar i Turkiet, Kaukasus, södra Ryssland och norra Iran
- Anthus spinoletta blakistoni – häckar i Centralasien, centrala Kina, Mongoliet och angränsade områden av Ryssland

I verket Handbook of Western Palearctic Birds (Shirihai & Svensson 2018) föreslås en annan underartsindelning, där blakistoni inkluderas i coutellii. Sedan 2022 följer svenska BirdLife Sverige dessa rekommendationer.

### Förekomst i Sverige
Den första kända observationen av vattenpiplärka skedde vid Torhamns udde i Helsingborg i oktober 1993. Mellan åren 1994 till 2 000 observerades det i snitt 13 till 20 individer och siffran ökade till 48 stycken 2001 och 196 stycken 2003 och den absoluta majoriteten rörde övervintrande fåglar.
Ökningen av observationen beror till viss del på att arten fick artstatus först i början av 1990-talet men det är också uppenbart att vattenpiplärkan har blivit en etablerad övervintrare i Sveriges södra och västliga kustlandskap. Flest individer ses i fallande antal i Skåne, Halland, Blekinge och Bohuslän.

## Ekologi

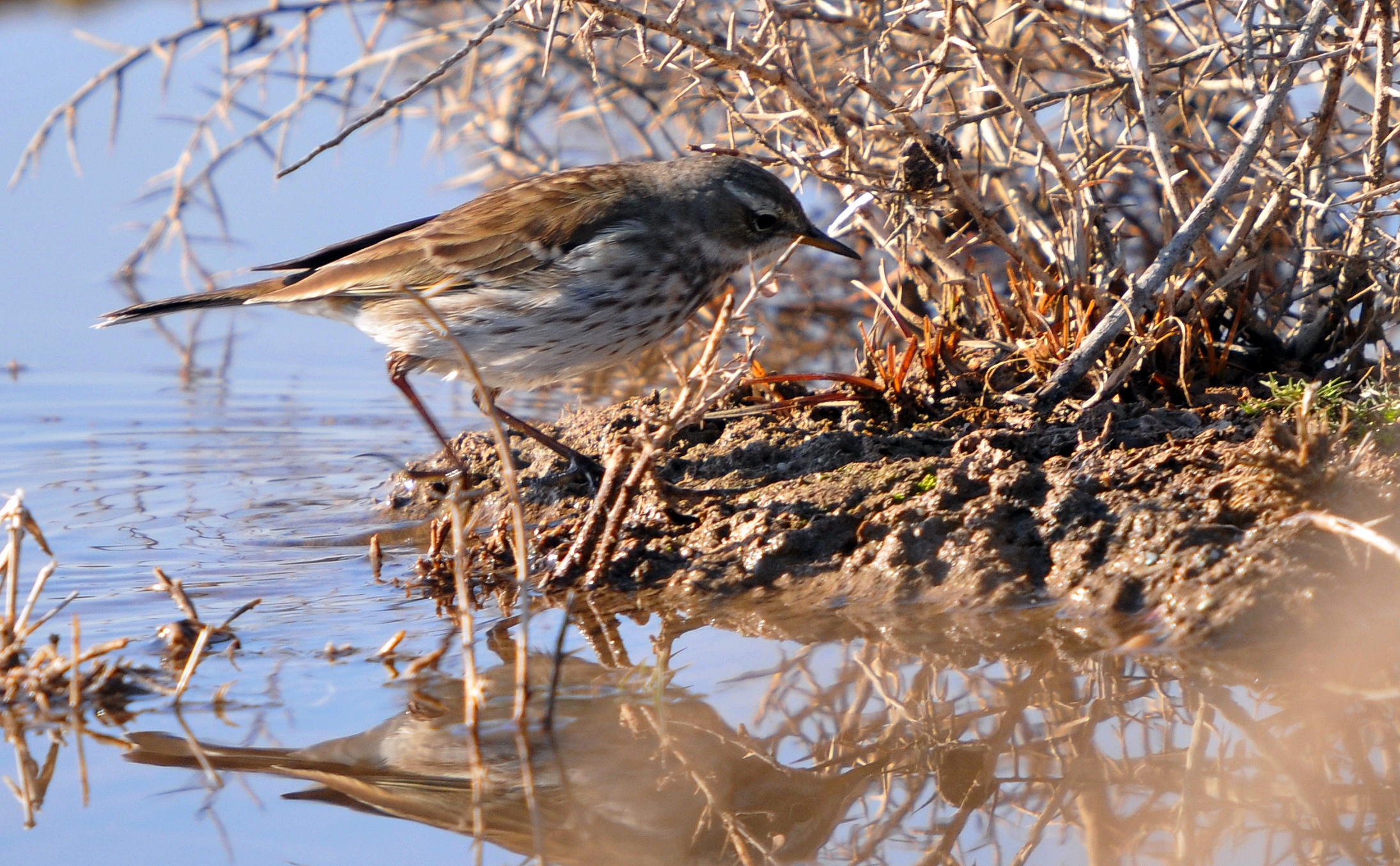
Vattenpiplärkan återfinns i blöta miljöer.

Vattenpiplärkan häckar på sluttande bergsängar över 1 000 meter men kan återfinnas upp till 3 000 meters höjd över havet. Den häckar även i långlänt terräng vid fuktängar, saltängar och vid leriga eller sandiga havs- och injöstränder. På vintern förekommer den vid isfria havsstränder och dammar. Födan består av marklevande insekter, maskar och snäckor.

### Häckning

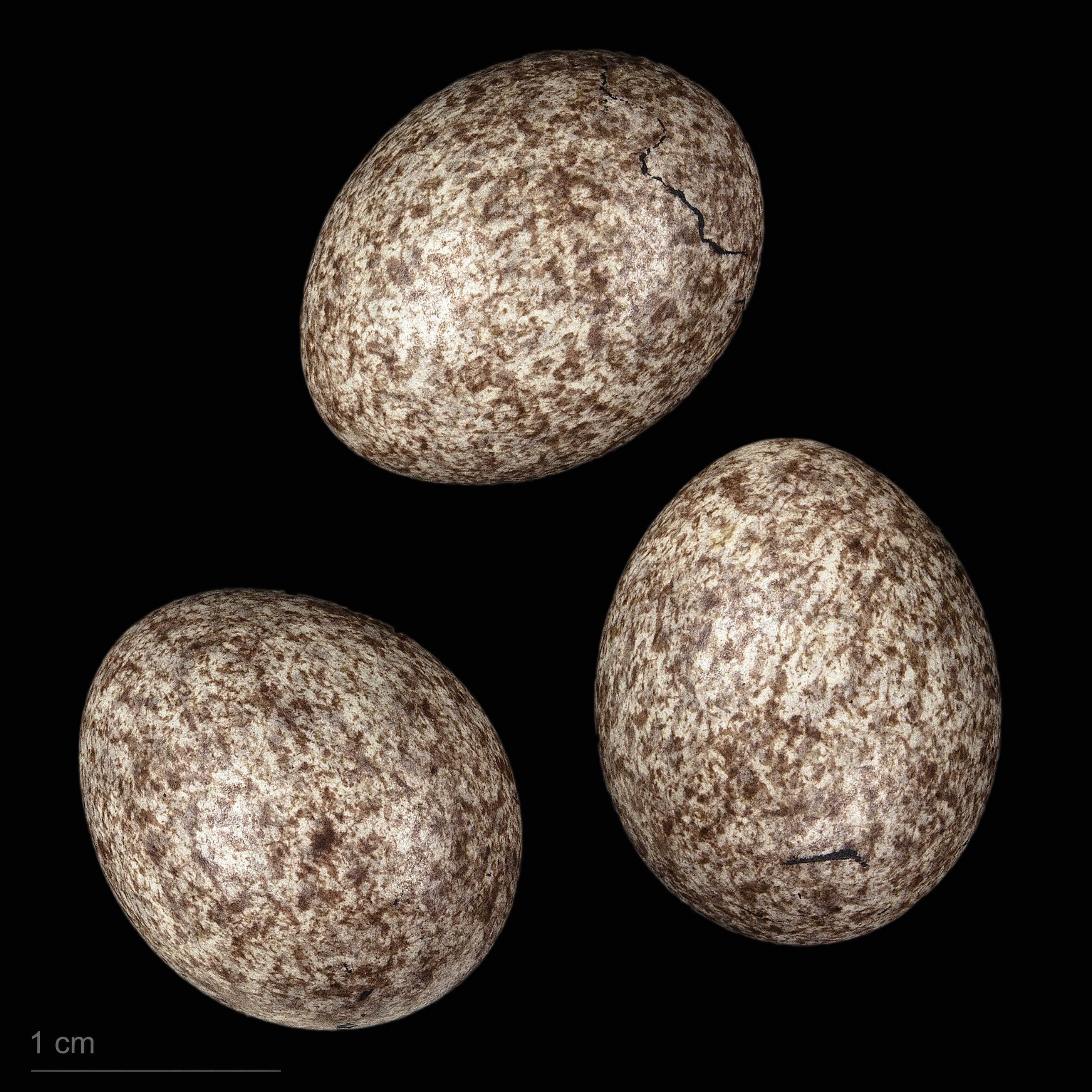
Anthus spinoletta spinoletta

Häckningstiden infinner sig från slutet av april till början av juli. I allmänhet lägger den två kullar. Boet placeras oftast på marken och döljs gärna under gräs eller stenar. Varje kull består av fyra till sex ägg som är spolformade med ett slätt och blankt skal. Grundfärgen är gråvit, med kraftfulla bruna och blågrå fläckar. Honan ruvar äggen i 14 till 15 dagar. De vårdas sedan av båda föräldrarna och ungarna stannar i boet i 14 till 15 dagar. De knappt flygga ungarna stannar sedan nära boet i omkring en till två veckor.

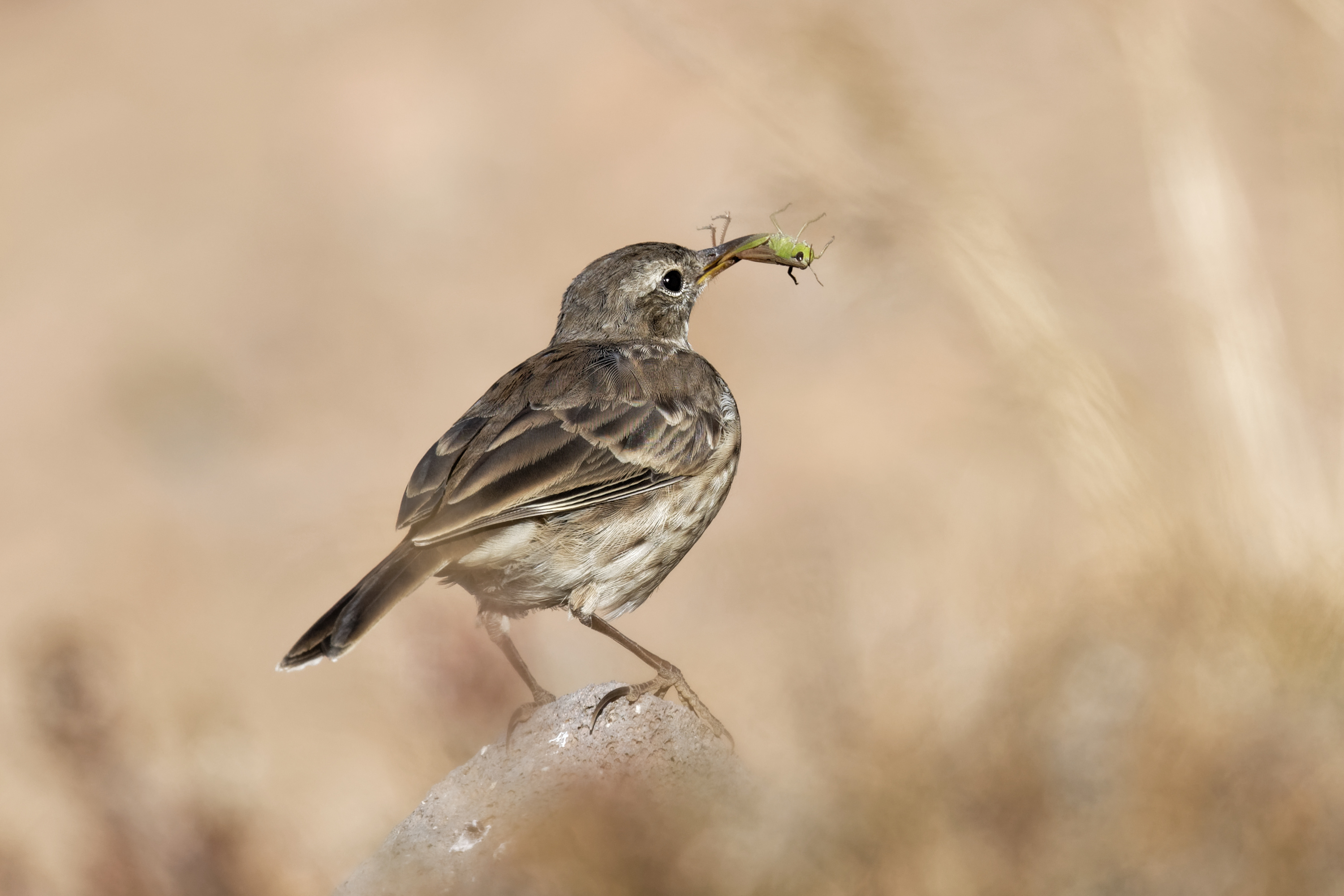
Vattenpiplärka med mat till ungar.

## Status och hot
Vattenpiplärkan har ett mycket stort utbredningsområde, en mycket stor population och den globala populationstrenden är stabil. Den europeiska populationen är i stort sett stabil men efter 1970 räknar man inte med att någon population har ökat. Utifrån dessa kriterier kategoriserar IUCN arten som livskraftig (LC). Världspopulationen uppskattas till mellan tio och 30 miljoner vuxna individer, varav 1 620 000–3 160 000 par häckar i Europa.

## Namn
Vattenpiplärkans vetenskapliga artnamn spinoletta kommer av ett lokalt italienskt namn för en piplärka.